# Катанийский университет
Катанский университет (итал. Università degli Studi di Catania) — университет в итальянском городе Катания, основной университет Сицилии. Основан в 1434 году, насчитывает порядка 53400 студентов.
Входит в ассоциацию средиземноморских университетов UNIMED.

## Структура
В университете было образовано 12 факультетов:
- Сельскохозяйственный
- Архитектурный
- Экономический
- Фармакологический
- Юридический
- Инженерный
- Литературы и философии
- Иностранных языков и иностранной литературы
- Медицинский
- Педагогический
- Математических, физических и естественных наук
- Политологии

С 2012 года по реформе Джельмини внутренняя структура университета изменилась и факультеты были преобразованы в 22 отделения.